# Сілія Фремлін
Сілія Фремлін (англ. Celia Margaret Fremlin) — британська письменниця детективного жанру. Її перша книга «Години до світанку», опублікована в 1958 році, отримала премію Едгара Аллана По в номінації «Найкращий роман», і цим вона започаткувала власний особливий стиль детективу і жахів у поєднанні з яскравими описами життя одружених жінок у 1950-х роках. На додаток до своїх 16 романів (останній опублікований у 1994 році), вона писала оповідання, вірші та статті, була членом місцевого гуртка письменників у Гемпстеді (північний Лондон). Також брала участь у діяльності "Прогресивної ліги".

## Біографія
Народилася в Кінгсбері, Міддлсекс, у родині лікаря Гівера Фремліна і його дружини Маргарет Аддіскотт. Її старший брат, Джон Х. Фремлін, пізніше став фізиком-ядерником.
Сілія здобула освіту в Беркгемпстедській школі для дівчаток, Гартфордшир, і Сомервільському коледжі, Оксфорд, де вона вивчала класику.
У середині 1930-х років Фремлін працювала дослідницею нещодавно створеного фонду «Mass Observation».
З 1942 по 2000 рік вона жила в Гемпстеді (північний Лондон). У 1942 році вступила в шлюб з Еліа Голлером, народила трьох дітей. Чоловік помер у 1968 році. У 1985 році Фремлін вступила в шлюб з Леслі Мінчіном, який помер у 1999 році.
Померла 2009 року в Борнмуті на 95-му році життя.

## Літературна творчість
Численні кримінальні романи та оповідання Сілії Фремлін допомогли модернізувати традицію роману-сенсації, ввівши кримінальні та (зрідка) надприродні елементи в домашнє середовище.
Фремлін брала участь у програмі «Мес обзервейшн» під час 2-ї світової війни, а в 1943 році разом з Томом Гарріссоном опублікувала «Військову фабрику».
Коли в середині 1930-х років Фремлін, яка на той час ще не працювала дослідницею цієї програми, знайшла роботу прислуги, її друзі по роботі у програмі, представники середнього класу, подумали, що це була пригода з глибини іншого світу. «Вони справді п'ють із блюдець?» — запитав знайомий. Її романи містять багато деталей і часто гнівні спостереження. Фремлін, схоже, не докладала особливих зусиль, щоб вписатися в них,  повідомляючи, досить велично, про «величезну незрівнянну тишу чарівності», яка видавалась за розмову між її колегами під час обідньої перерви. Її досвід у цьому робочому домашньому світі, його впорядкування та підтримка, центральне значення в драмах жіночого життя, розпалило уяву Фремлін на все життя. Після Другої світової війни вона стала відомою авторкою трилерів. Письменниця Люсі Летбрідж написала про творчість Фремлін: «...майже всі її романи зосереджені навколо дому як гавані особливо жахливого, інтимного жаху».
Роман Фремлін 1958 року «Години до світанку» справедливо є її найвідомішим (він отримав премію Едгара Аллана По в номінації «Найкращий роман» в тому ж році). Навчена гострому соціальному спостереженню за роки роботи в «Мес обзервейшн», Фремлін зафіксувала в романі соціальні зрушення післявоєнної Британії. Молода домогосподарка Луїза опинилася на самоті в незатишному будинку десь у похмурому передмісті Лондона з дитиною, яка не перестає плакати. У стані постійного виснаження вона починає підозрювати квартирантку, міс Брендон, розумну жінку середнього віку з бездоганною респектабельністю. Хто саме вона? Чому в неї так мало багажу? Чому вона вдає, що виходить, коли насправді сидить сама в темряві й спостерігає через вікно, як діти граються в саду? Чоловік Луїзи Марк вважає, що вона страждає від марення, спричиненого безсонними ночами, але докази скупчуються до жахливої (і справді дивовижної) розв'язки. Луїза — типова жінка із середнього класу, яка опинилася між двома соціальними світами, розділеними війною. Немає жодних припущень про те, що вона може піти на роботу, або про те, яку роботу вона могла б отримати. Фремлін висміює сусідку Луїзи Мюріель, чиї «прогресивні» ідеї щодо виховання дітей передбачають залучення когось іншого доглядати за її дітьми (як послугу, бо Мюріель теж не має грошей). Саме міс Брендон, хоч і старша за Луїзу на десятиліття, є жінкою нової епохи: кар'єристкою, жінкою, яка працює серед чоловіків, лекторкою в якомусь новому університетському містечку без назви. Але стає відомим, що вона заплатила за це ціну. Персонажі Фремлін, як правило, зразки низького калібру. Чоловік Луїзи, хоч і не зовсім лиходій у творі, — зануда, якого Фремлін малює з презирством. Він невпинно просувається кар'єрними сходами, але фінансово близький до краху;  має звичку сердито дорікати Луїзі, що вона повинна «щось зробити» щодо дитячого плачу, оскільки це заважає сусідам; і коли він повертається додому в обідню пору, мабуть, щоб підбадьорити його, Луїза мусить встати з вирваного відпочинку, щоб зварити йому останнє яйце.
Це роман про розумних, розчарованих жінок у бідному розчаруванні Лондона 1950-х років. Луїза та міс Брендон застарі, щоб з нетерпінням чекати 1960-х років, проте замолоді, щоб із самовдоволенням дивитися на 1930-ті роки. Фремлін фіксує невизначеність, яка може супроводжувати нові свободи, боротьбу з обмеженими очікуваннями, життя, яке довелося обмежити непередбаченими обставинами. Вона описує бруд, вогкість, забиті раковини і хитрі бойлери; речі, які ніколи не працюють належним чином та які ніколи не можна очистити. Коли в 1960-х роках «Години до світанку» було адаптовано для американського телебачення, дія була катастрофічно перенесена в сонячне сучасне студентське містечко на Середньому Заході, а Луїза стала степфордською домогосподаркою в негліже. Звичайно, це був повний провал — якщо колись була історія, яка потребувала коричневого шару лондонського смогу, то це була саме вона.
Фремлін була прихильницею асистованого самогубства та евтаназії. В інтерв'ю газеті вона сказала, що допомогла піти з життя чотирьом людям. У 1983 році проти неї було порушено цивільний процес як однієї з п'яти членів виконавчого комітету «EXIT», які опублікували «Посібник із самовизволення», але суд відмовився визнати цей посібник незаконним.
Свій останній роман Фремлін написала в середині 1990-х років і померла в 2009 році у віці 94 років. З роками вона оновила власні сюжети своїм звичайним несентиментальним поглядом на внутрішні пейзажі. У 1960-х років студенти, які проживають разом, займають місце стильних квартирантів 1950-х років, а в каструлі на плиті — спагетті, а не варена яловичина. Магазини здорової їжі, таблоїди та серійні вбивці з'являються в іноді моторошних сюжетах 1970-х і 1980-х років. Але «Години до світанку» — найкращий роман Фремлін — шедевр приміського нуару.
Британська письменниця Наташа Купер написала: «Сілія Фремлін — дивовижна письменниця, яка досліджує ту жахливу країну, де мозок, розум і особистість борються за встановлення істини. Вона висвітлює свій темний світ гострим сприйняттям і великою дотепністю».
Деякі з її романів були перевидані після її смерті. Так, книга 1959 року «Дядько Пол» була перевидана «Faber & Faber» у Великій Британії в червні 2023 року.

## Твори

### Романи
- The Hours Before Dawn (Години до світанку) (1958) (отримав премію Едгара)
- Uncle Paul (Дядечко Пол) (1959)
- Seven Lean Years (Сім невдалих років) (1961)
- The Trouble Makers (Творці проблем) (1963)
- The Jealous One (Ревнивий) (1965)
- Prisoner's Base (База в'язнів) (1967)
- Possession (Володіння) (1969)
- Appointment with Yesterday (Зустріч із вчора) (1971)
- The Long Shadow (Довга тінь) (1973)
- The Spider-Orchid (Павук-орхідея) (1977)
- With No Crying (Без плачу) (1980)
- The Parasite Person (Людина-паразит) (1982)
- Listening in the Dusk (Слухаючи у сутінках) (1990)
- Dangerous Thoughts (Небезпечні думки) (1992)
- Echoing Stones (Відлуння каменів) (1993)
- King of the World (Король світу (1994)

### Збірки оповідань
- Don't Go to Sleep in the Dark (Не лягайте спати в темряві) (1970)
- By Horror Haunted (Переслідуваний жахом) (1974)
- A Lovely Day to Die and other stories («Чудовий день, щоб померти» та інші оповідання) (1984)